# جیمز دین (فیلم)
جیمز دین (انگلیسی: James Dean) یک فیلم تلویزیونی آمریکایی در مورد بازیگر قدیمی هالیوود، جیمز دین است. ژانر این فیلم بیوگرافی و محصول سال ۲۰۰۱ میلادی است. در این فیلم جیمز فرانکو در نقش جیمز دین بازی می‌کند.